# Rushmore (Minnesota)
Pour les articles homonymes, voir Rushmore.
Rushmore est une ville américaine située dans le Comté de Nobles, dans le Minnesota. Selon le recensement de 2010, sa population est de 342 habitants.